# Новий Кобжинець
Новий Кобжинець (пол. Nowy Kobrzyniec, нім. Neuköbern) — село в Польщі, у гміні Роґово Рипінського повіту Куявсько-Поморського воєводства.
Населення — 138 осіб (2011).
У 1975-1998 роках село належало до Влоцлавського воєводства.

## Демографія
Демографічна структура станом на 31 березня 2011 року:
|          | Загалом | Допрацездатний вік | Працездатний вік | Постпрацездатний вік |
| -------- | ------- | ------------------ | ---------------- | -------------------- |
| Чоловіки | 74      | 18                 | 49               | 7                    |
| Жінки    | 64      | 10                 | 42               | 12                   |
| Разом    | 138     | 28                 | 91               | 19                   |